# Марк Петрей
Марк Петрей (на латински: Marcus Petreius; * 110 пр.н.е.; † април 46 пр.н.е.) e римски политик и генерал.
Той е син на центуриона Гней Петрей Атинас (по името на италианския град Атина в областта Лацио). Марк Петрей е първият сенатор от фамилията.
През 64 пр.н.е. е претор. През 63/62 пр.н.е. служи като легат при консул Гай Антоний Хибрида. През 62 пр.н.е. той има 30-годишна военна служба като военен трибун, префект и легат. В началото на 62 пр.н.е. при Пистория замества страдащия от болки в краката Хибрида в командването на действията, срещу бунтовническата армия на Луций Сергий Катилина и я побеждава.
Противник е на Гай Юлий Цезар. По време на консулата му през 59 пр.н.е. подкрепя неговия враг Катон Млади. От 55 пр.н.е. Петрей е легат на управителя на испанските провинции Гней Помпей, заедно с Луций Афраний. На 2 август 49 пр.н.е. в Битката при Илерда двамата легати капитулират след пораженията си от Цезар, предавайки му водачеството на легионите си, и отиват в Гърция при Помпей. След Битката при Фарсала Петрей и Катон напускат Пелопонес и заминават в Северна Африка, където Петрей пак е легат. Той има първоначално успехи заедно с Тит Лабиен в Битката при Руспина на 4 януари 46 пр.н.е. против Цезар, но след загубата на помпеяните в Битката при Тапс бяга заедно с нумидския цар Юба I. Укриват се в един от царските чифлици, в близост до град Зама, но за да не попаднат в плен се уговарят за двубой до смърт. Победилият в него Петрей се самоубива с помощта на един роб.